# JR東日本HB-E300系気動車
HB-E300系気動車（HB-E300けいきどうしゃ）は、東日本旅客鉄道（JR東日本）の観光用気動車。
JR東日本が開発した観光列車用の次世代型ハイブリッド気動車で、JR東日本では本系列以降、ハイブリッド気動車についてはキハE200形のような従来の「キ」から始まる形式称号に代わって「HB-」の記号を用いることとしている。
2010年に長野地区「リゾートビューふるさと」で運用が開始され、秋田地区「リゾートしらかみ 青池」・青森地区「リゾートあすなろ」にも続いて導入された。2016年には「リゾートしらかみ 橅」、2019年10月からは新潟地区「海里」にも導入された。2023年には「リゾートあすなろ」を改造した「ひなび（陽旅）」（青森県・岩手県の各線）、2024年4月からは「リゾートあすなろ」を改造した「SATONO」（宮城県・山形県・福島県の各線）が登場した。以下、「ふるさと」、「あすなろ」、「橅」、「青池」、「海里」、「ひなび」、「SATONO」と略す。

## 構造

### 車体
車体は台枠を除きステンレス材で構成した軽量ステンレス車体だが、先頭車の前頭部は普通鋼製となっている。車体構造はキハE200形を踏襲しており、側面からの衝撃に対する安全策として、車体構造の側構体の縦方向の骨組みである柱に、上部にある幕板の補強と屋根構体の横方向の骨組みである垂木の位置を合わせて結合強度を向上させることにより、車両の構体にリング構造を多数設けることで、衝撃荷重を受けた際の構造の変形量抑制を図っている。全車両が耐寒耐雪仕様となっている。
車体幅は2,920 mmとし、腰部から下を絞った形状としている。先頭車の前面は非貫通で、大きな一枚窓と、下部の左右にHID・ハロゲンシールドビーム各1灯ずつ計4灯の前部標識灯が配置されている。ただし、「橅」は熱線入りのLED式前部標識灯を、「海里」は形状が異なり小型LED10灯の前部標識灯を配した縦型のライトケースを左右に配置した形状に変更された。後部標識灯はLED式で、窓上に角形のものが2灯配置されている。先頭車は両形式とも片運転台である。側面は先頭車前位乗務員室扉の後方・展望スペース部分に1,800 mm幅・HB-E300形100番台の半個室部分に1,200 mm幅・それ以外の客室部分に950 mm幅の窓が配置されている。いずれも固定窓で角にRが付けられている。
客用扉は3形式とも後位側に片側につき開口幅1,010 mmの片開き扉が1か所あるが、HB-E301形とHB-E300形0番台には後位妻面にトイレ・洗面所が設置されているため後位台車上にあるのに対し、その設備がないHB-E302形とHB-E300形100番台は妻面に接した位置にある点が異なる。床面高さは、レール面から1,130 mmとしており、キハE200形とキハE130系と同じで、キハ110系と比べて45 mm低くなっている。

### 車体装飾
「ふるさと」は展望スペース部分に黄緑色、客室部分は下から上に向かって緑色と白色のグラデーションに彩色され、客室部分の裾に金色の帯を配している。これは長野県の県木であるシラカバの森の中を走り抜けるイメージである。2020年10月12日から2022年12月25日まではアルクマ登場10周年ラッピングを施して運用していた。ロゴマークは現在省略されている。
「青池」は在来のキハ48形の青池編成のカラーイメージを踏襲し、日本海の水平線と青池をあらわす青色の濃淡と本系列の車両をイメージした銀色で彩色される。
「あすなろ」はねぶたの情熱を表す赤・下北半島の菜の花をあらわす黄色・森林を表す緑色で彩色される。
「橅」は奥山清行がデザインを手掛け、白神山地のブナの木立が緑色のグラデーションによって表現されている。
「海里」は夕日と新雪のダイナミックな融合をイメージした朱色と白のグラデーションで彩色されており、側窓周りは黒が配されている。
「ひなび」は、キハ58系に塗装されていた盛岡色を基調に、車体側面に北東北の自然を表した模様や人と人とを結ぶ列車をイメージした「梅結び」をあしらった塗装に更新されている。
「SATONO」は、1号車となるHB-E302-704が「郷・山・森の緑」や「めぶき」「わかば」「常盤色」をイメージした緑系の塗色、2号車のHB-E301-4は「空の青・川のせせらぎ」「海の蒼・雪化粧」をイメージした青系の塗色となっている。
「海里」「ひなび」「SATONO」以外は側外板に "RESORT HYBRID TRAIN" のロゴが側面に入れられており、「橅」のみ車端部に小さく、他は下部に大きく描かれている。

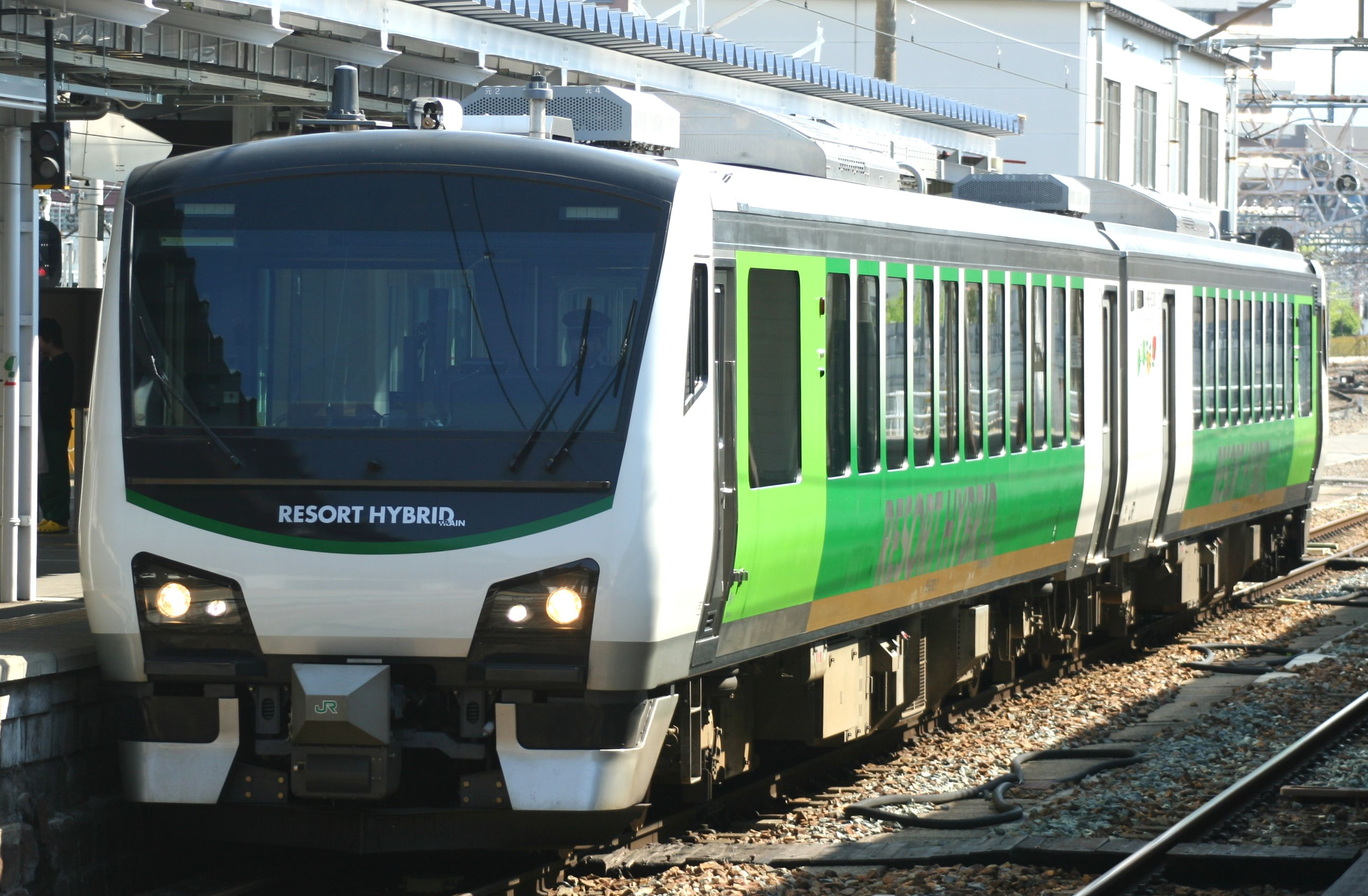
リゾートビューふるさと
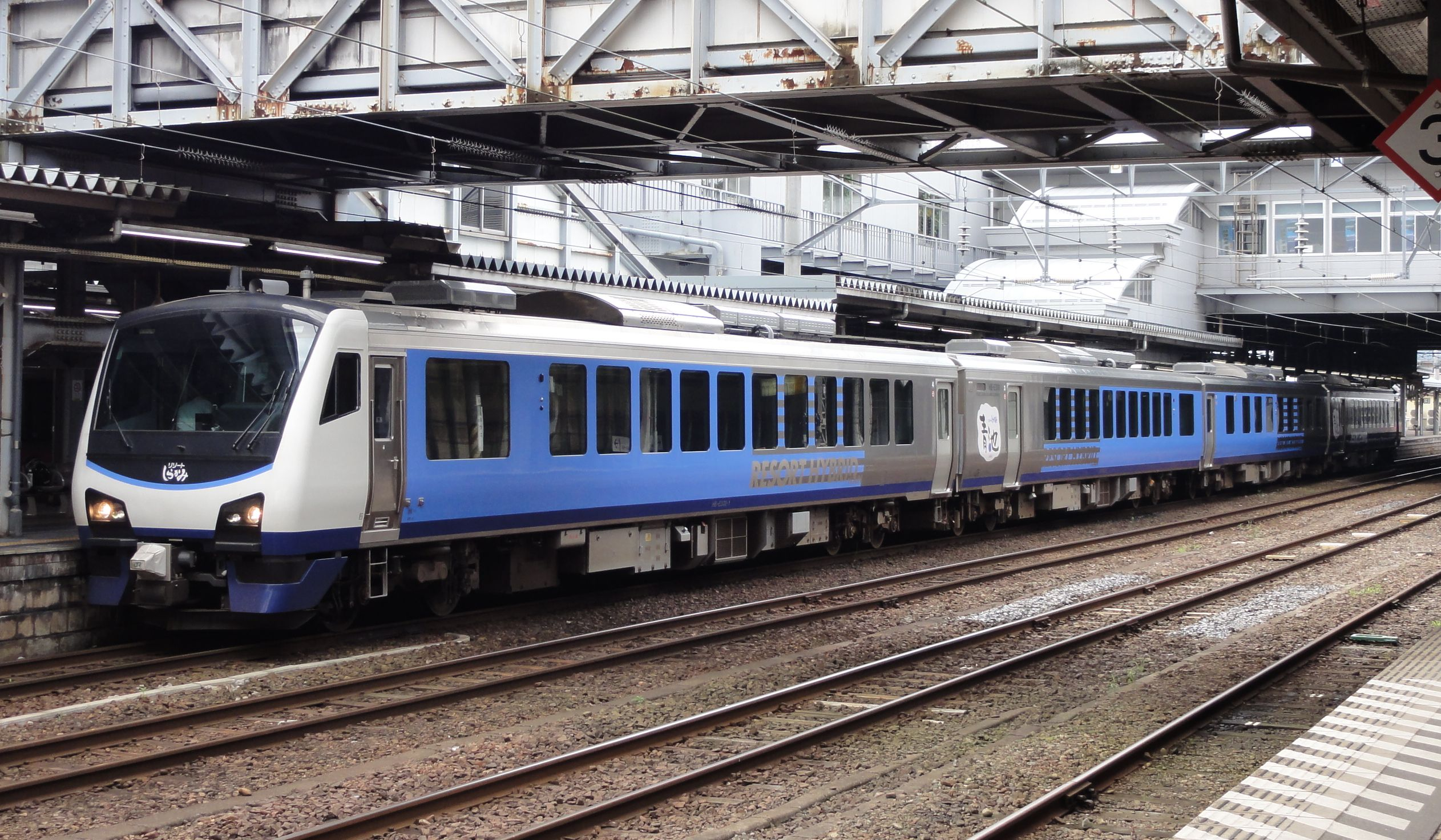
リゾートしらかみ「青池」
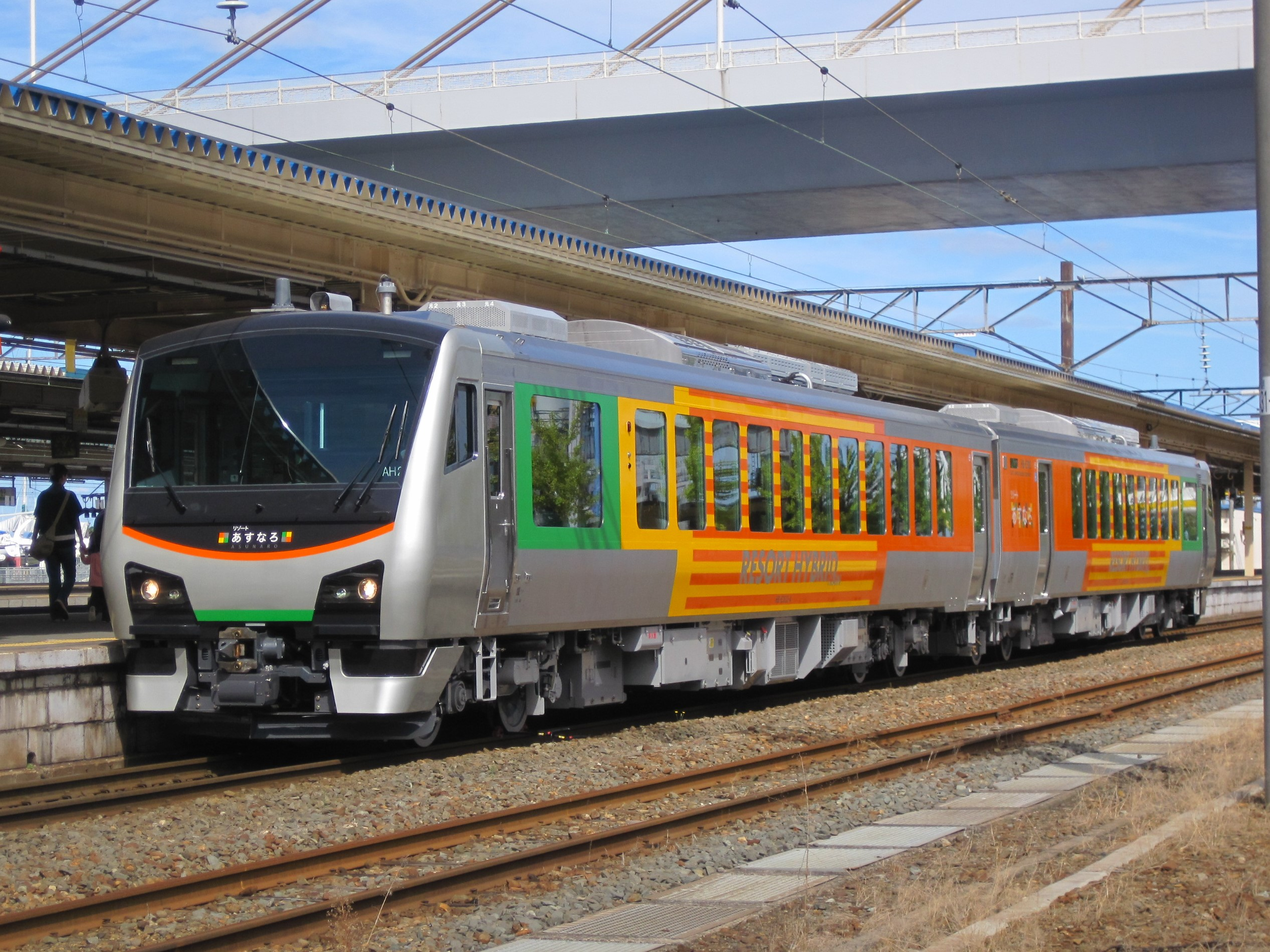
リゾートあすなろ
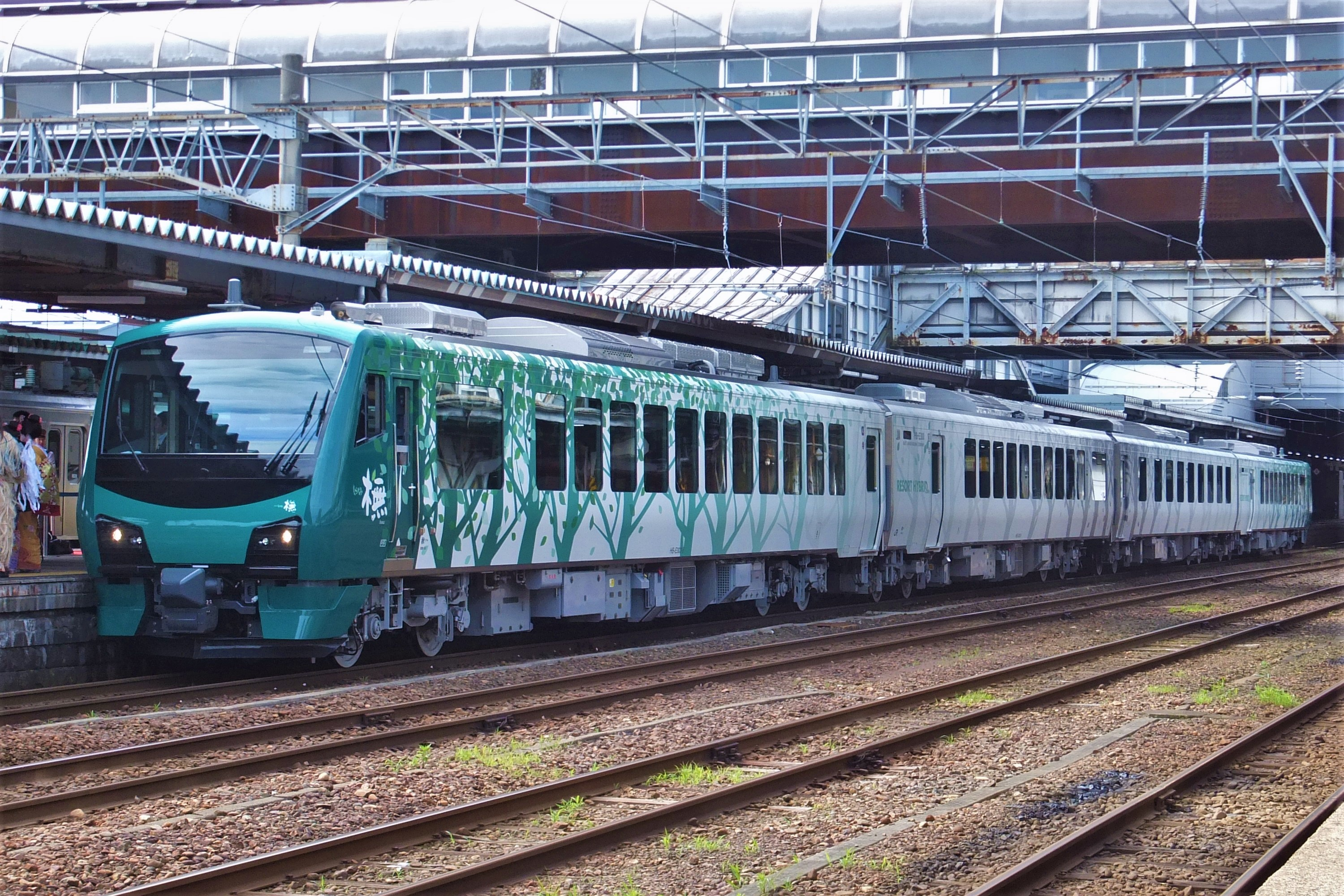
リゾートしらかみ「橅」
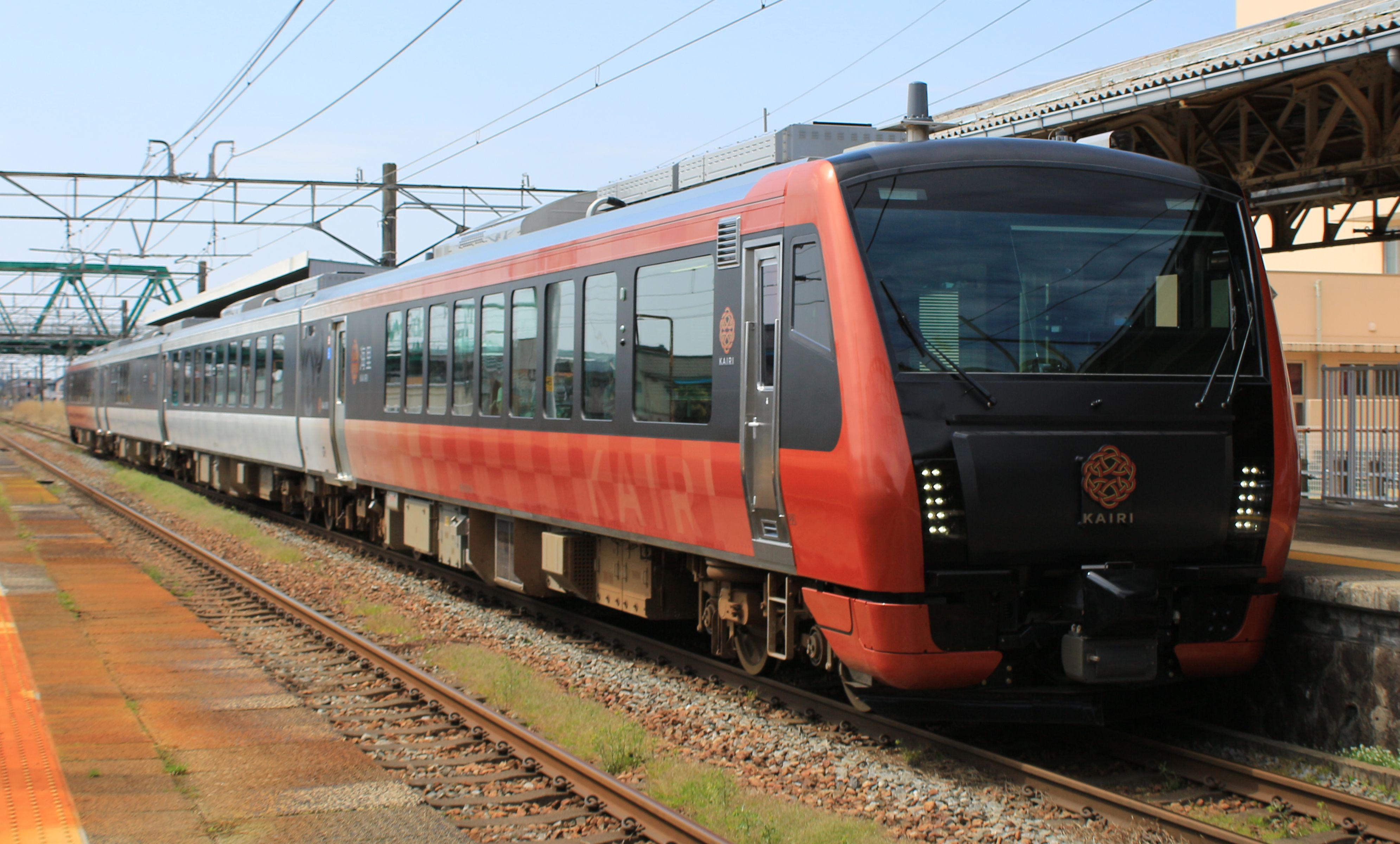
海里
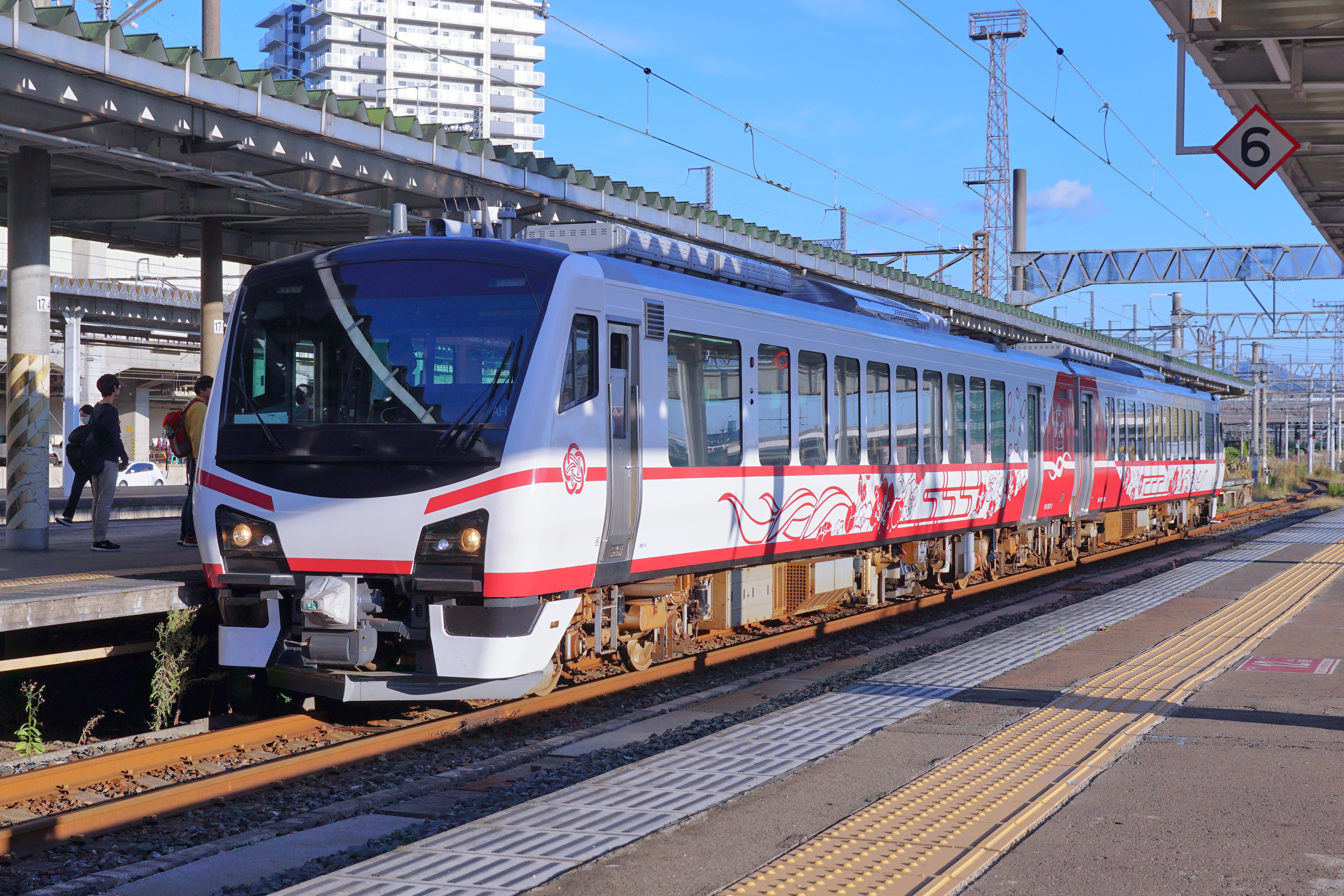
ひなび（陽旅）
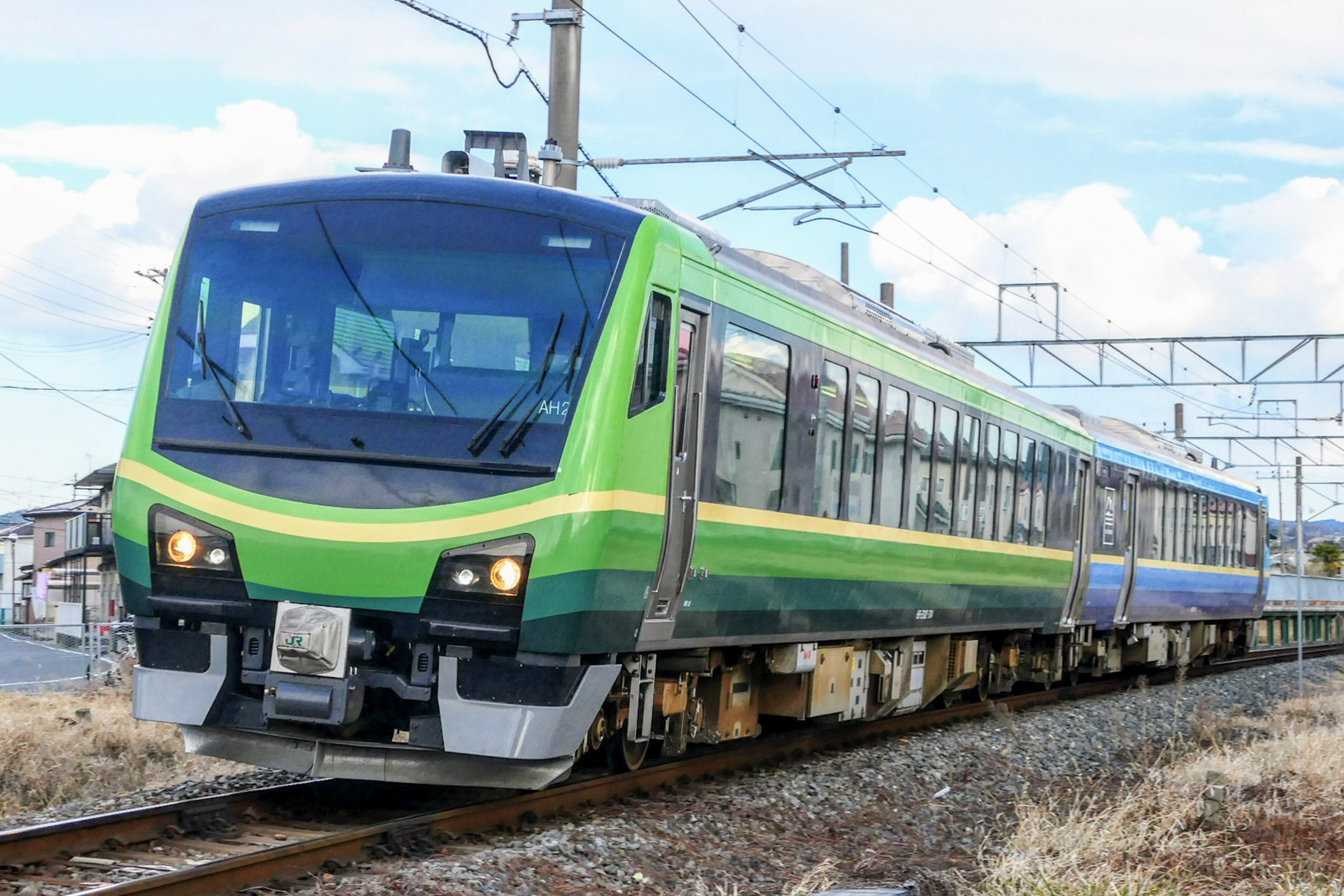
SATONO

### 車内
バリアフリー対策で通路部分の床面高さを下げている一方、展望に配慮して客席部分の床面は130 mm高く取られている。
HB-E300形100番台以外の車両に設置される一般客席は、2人掛けのリクライニング付き回転式クロスシートが1,200 mmのシートピッチで配置されている。なお、HB-E301形の扉寄りに車椅子スペース・バリアフリー対応設備が設けられている。室内天井には前面展望映像の他に観光映像やイベント用のカメラ映像を放映することができる17インチ液晶ディスプレイが設置されている。
HB-E300形100番台の客席は9室の半個室となっており、客用扉の戸袋部分に車販準備室が設けられている。「海里」編成には、サービス向上を図って、電源用コンセントが設置されている。
先頭車前位の展望スペースは枕木方向に設けられた展望用座席の他、「リゾートビューふるさと」と「リゾートしらかみ 橅」用のHB-E301形を除いてソファが配置されている。また、HB-E300形0番台の前位には「リゾートしらかみ 青池」の場合にはAV機器を備えたイベントスペースを、「リゾートしらかみ 橅」と「海里」についてはそれに加えて売店を設けている。なお、「リゾートしらかみ 橅」については、展望スペースやORAHOカウンタに木材を使用しており、車内にシンボルツリーを設けている。海里編成は食事サービスを提供する2人掛け・4人掛けの座席を備えたダイニング車両となる。「リゾートしらかみ 青池」展望室側窓（編成内2か所）には、2021年から窓と一体化した透過型ディスプレイ「e-モーションウインドウ」が試験的に搭載されている。
HB-E301形（「リゾートしらかみ」2本はHB-E300形0番台）にはイベント映像撮影用カメラが設置されている。
トイレ・洗面所は車椅子対応の洋式トイレと男子小用トイレ、洗面台がいずれもHB-E301形とHB-E300形0番台に設置されている。なお、トイレの汚物処理は真空吸引式である。

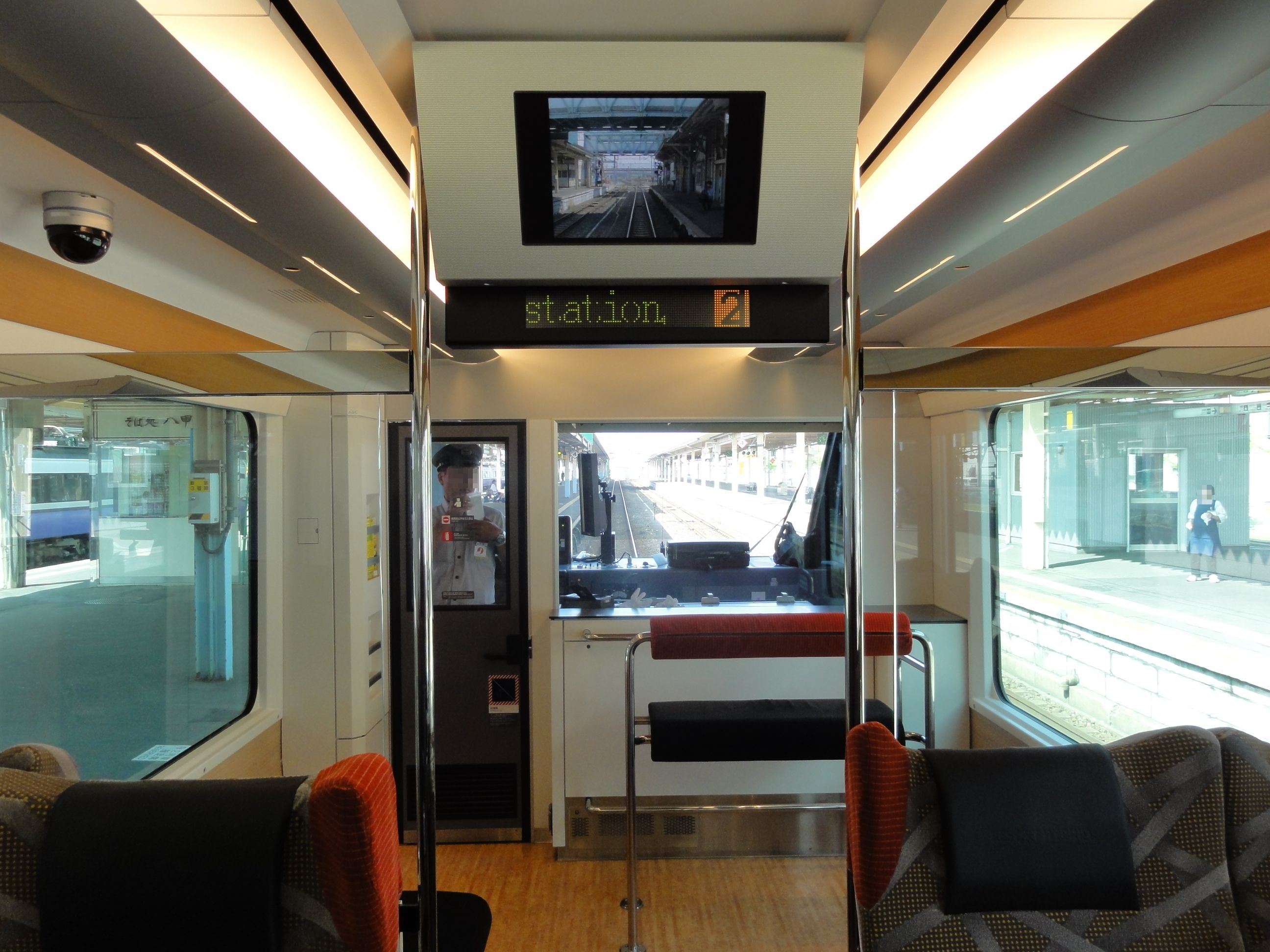
展望スペース
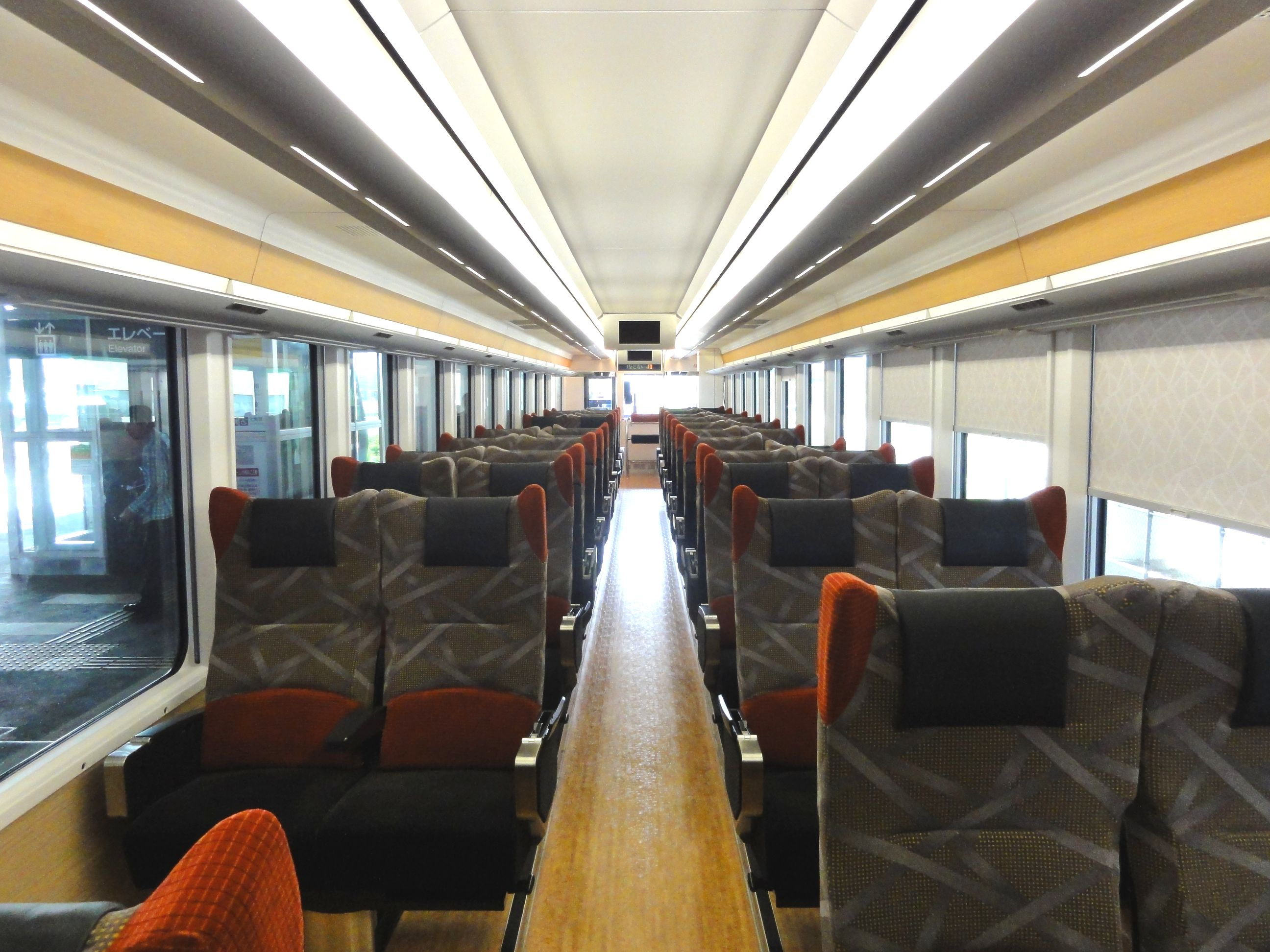
普通車
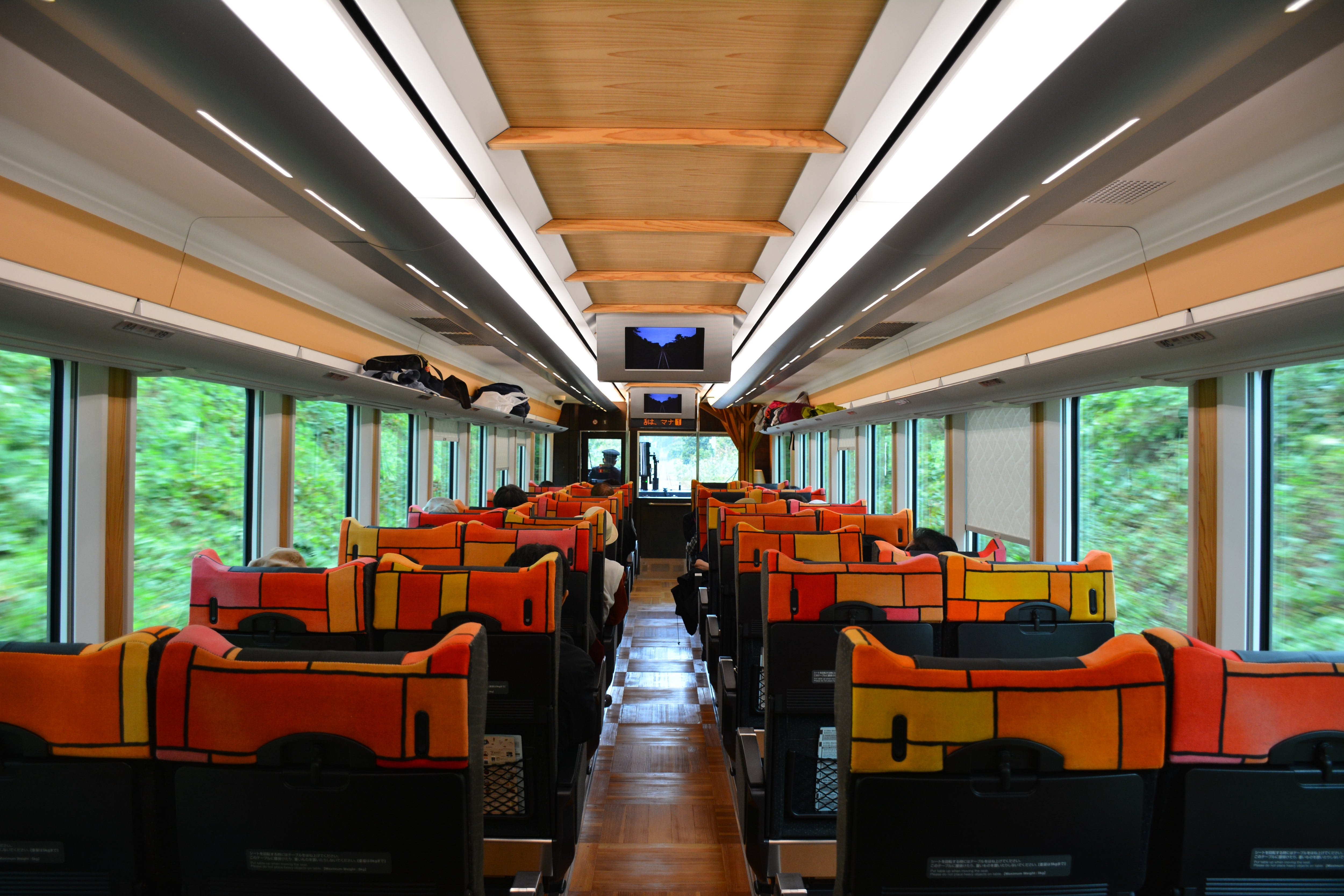
普通車（橅）
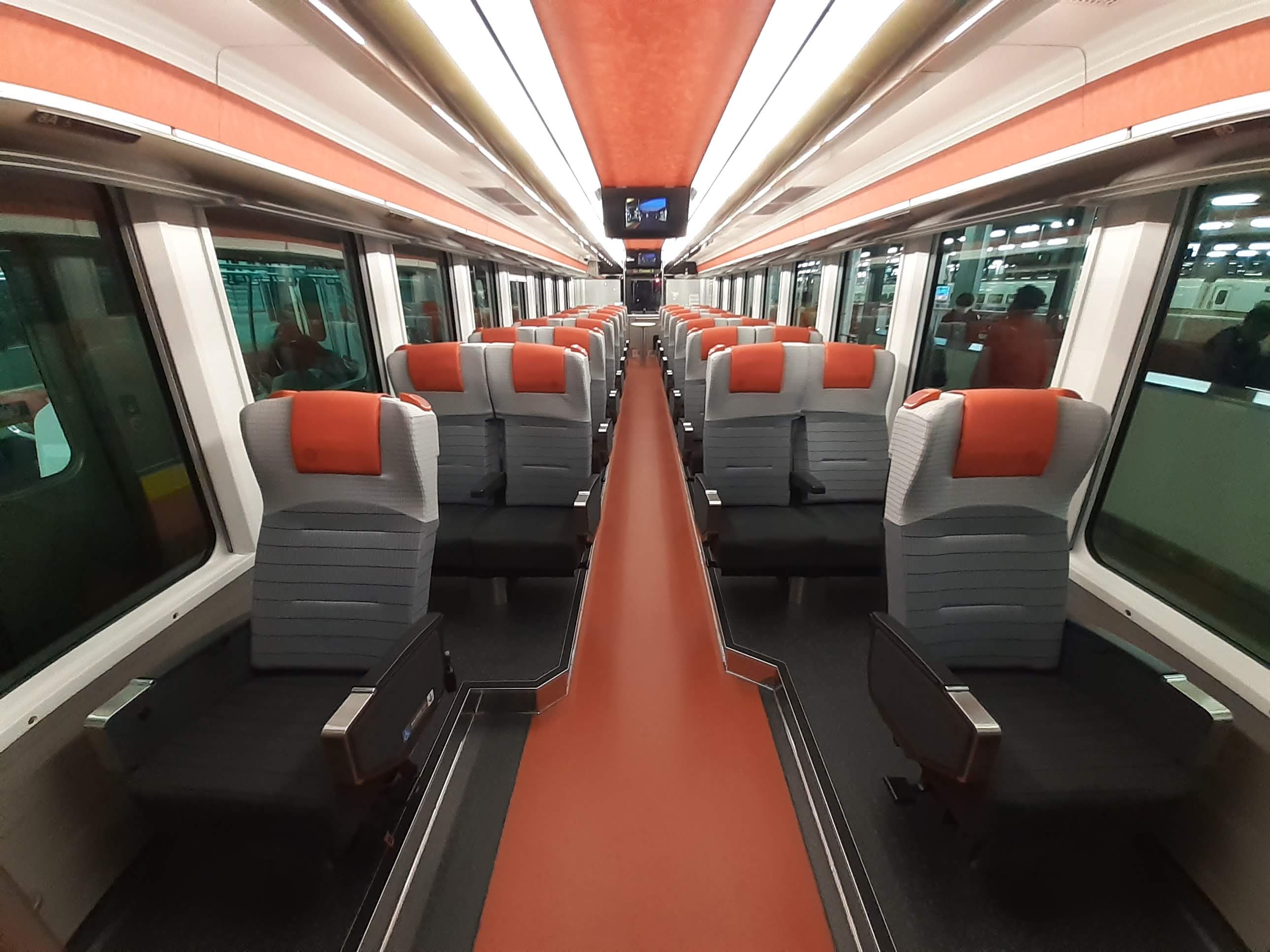
普通車（海里）
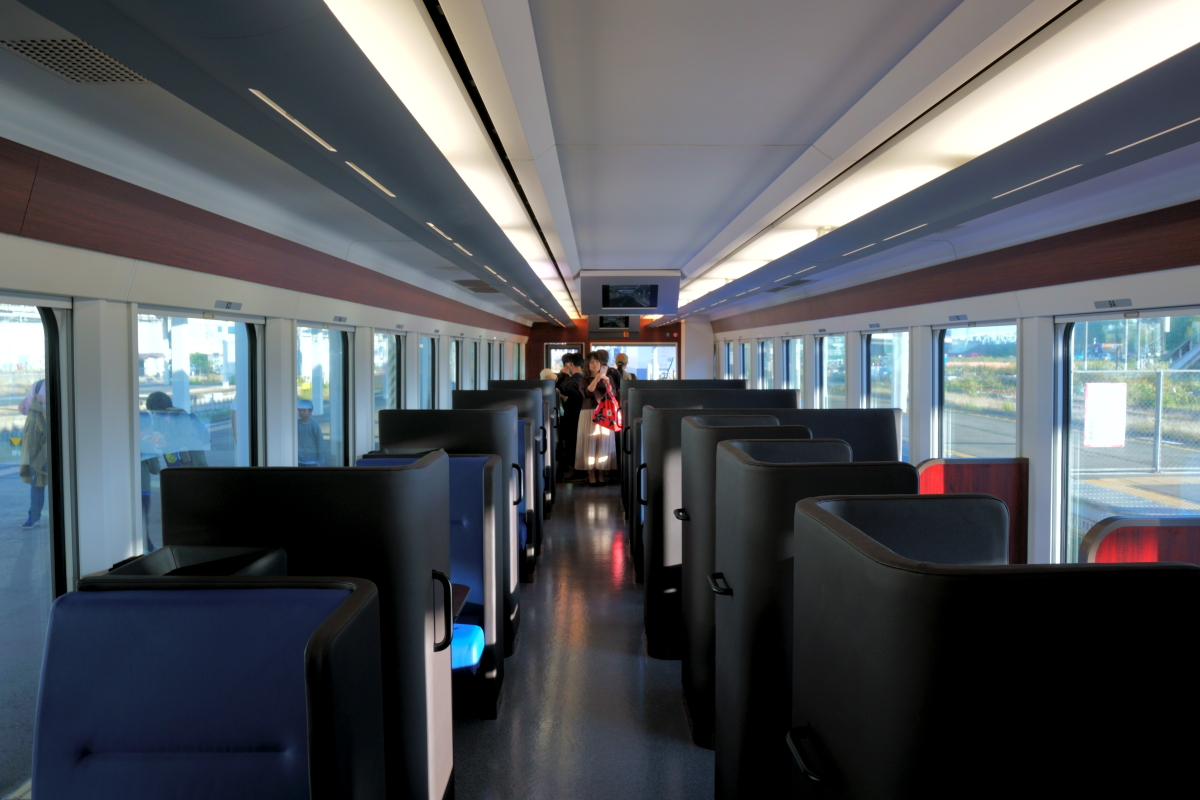
グリーン車（ひなび）
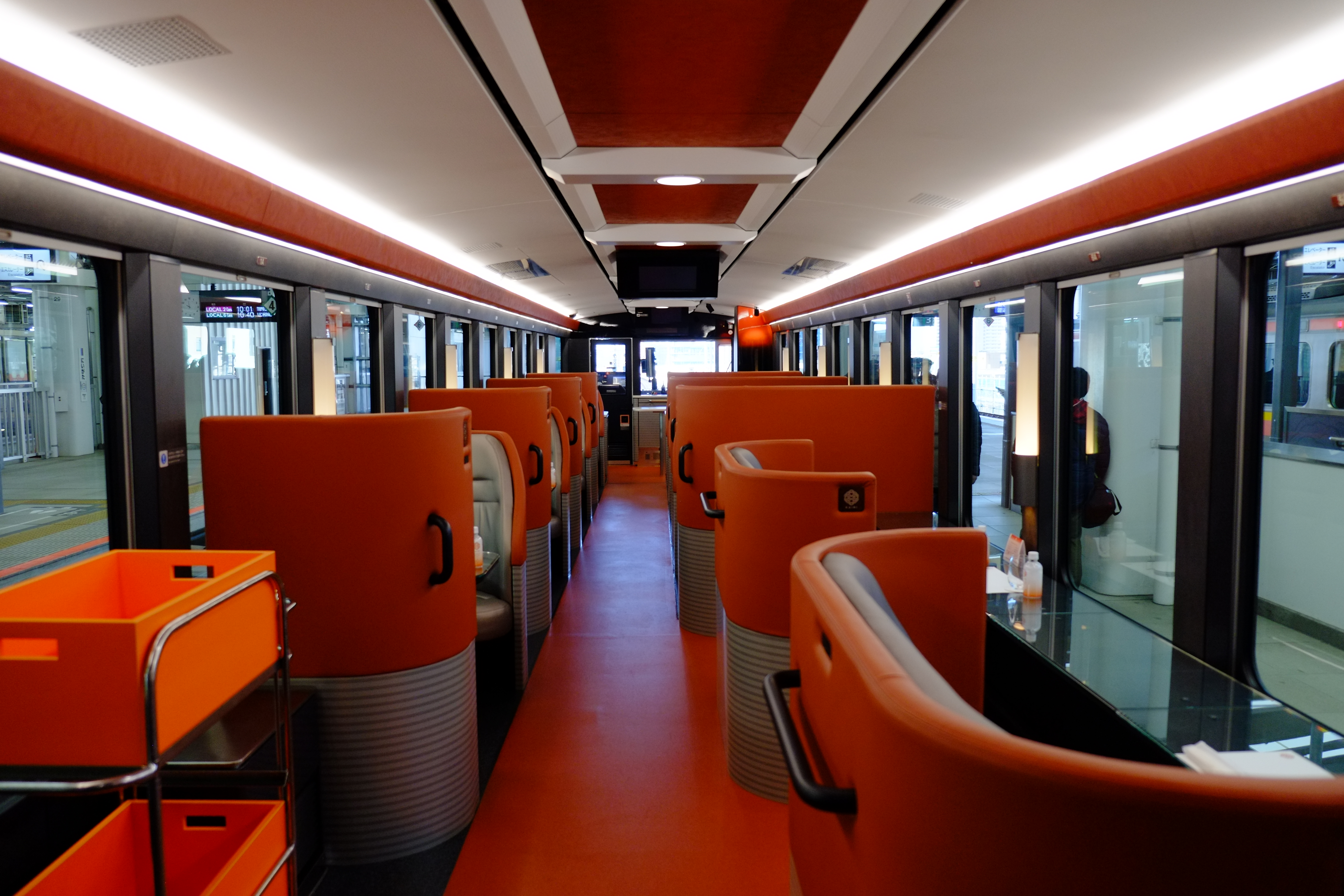
ダイニング（海里）
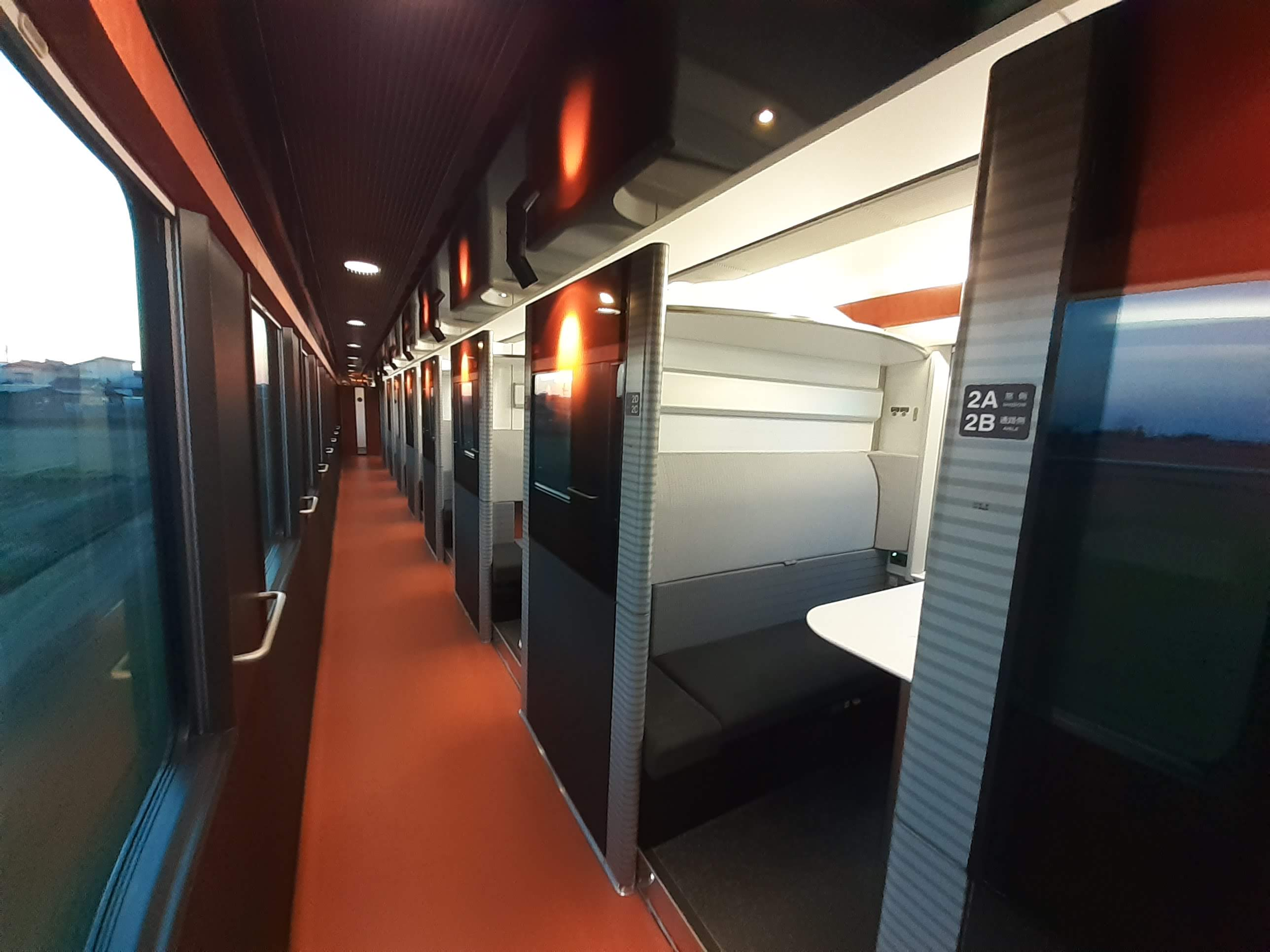
コンパートメント（海里）
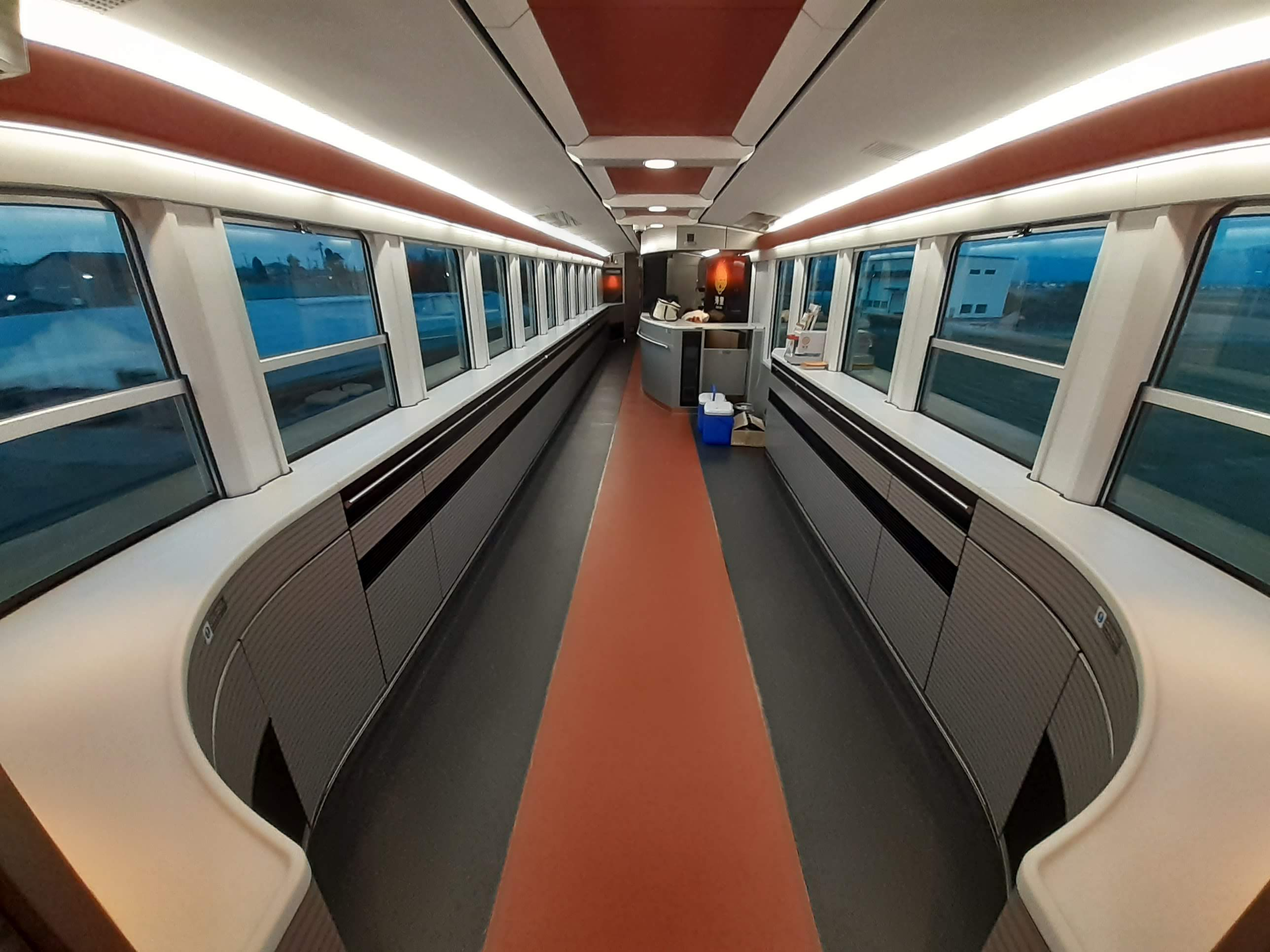
売店・イベントスペース（海里）
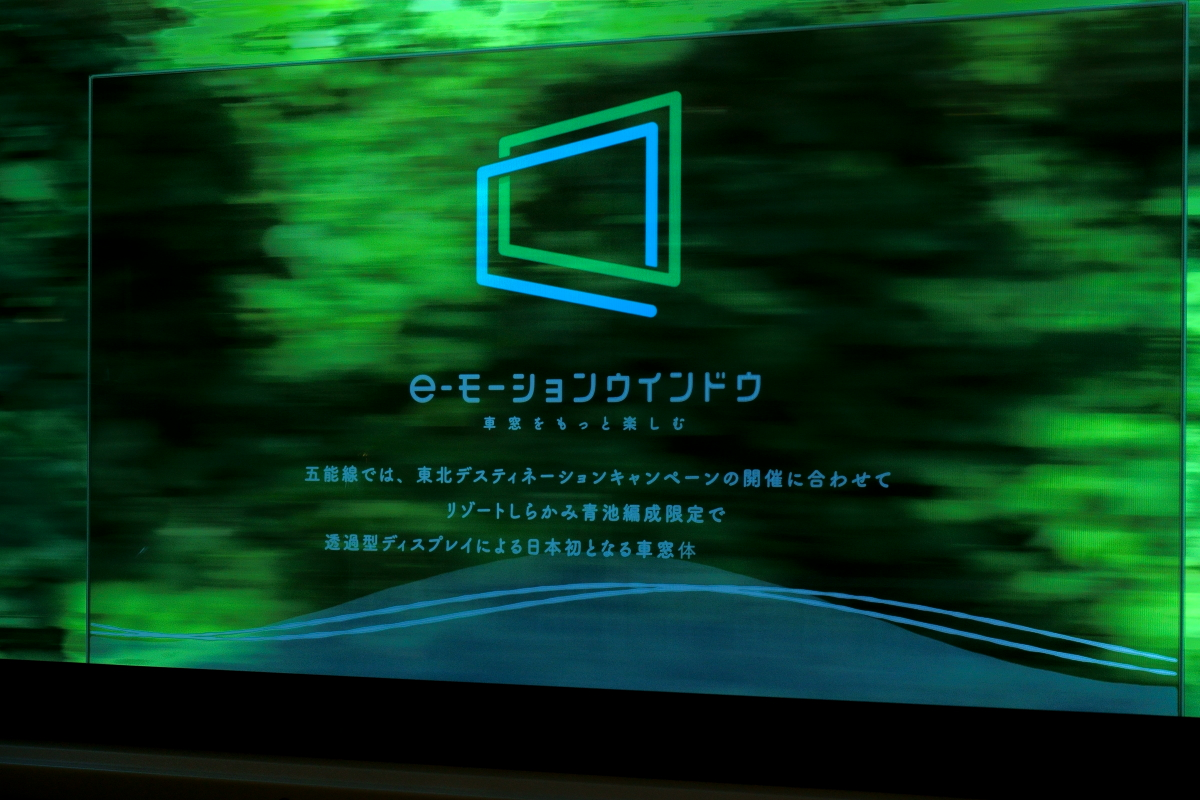
e-モーションウインドウ（青池）

### 機器・制御システム

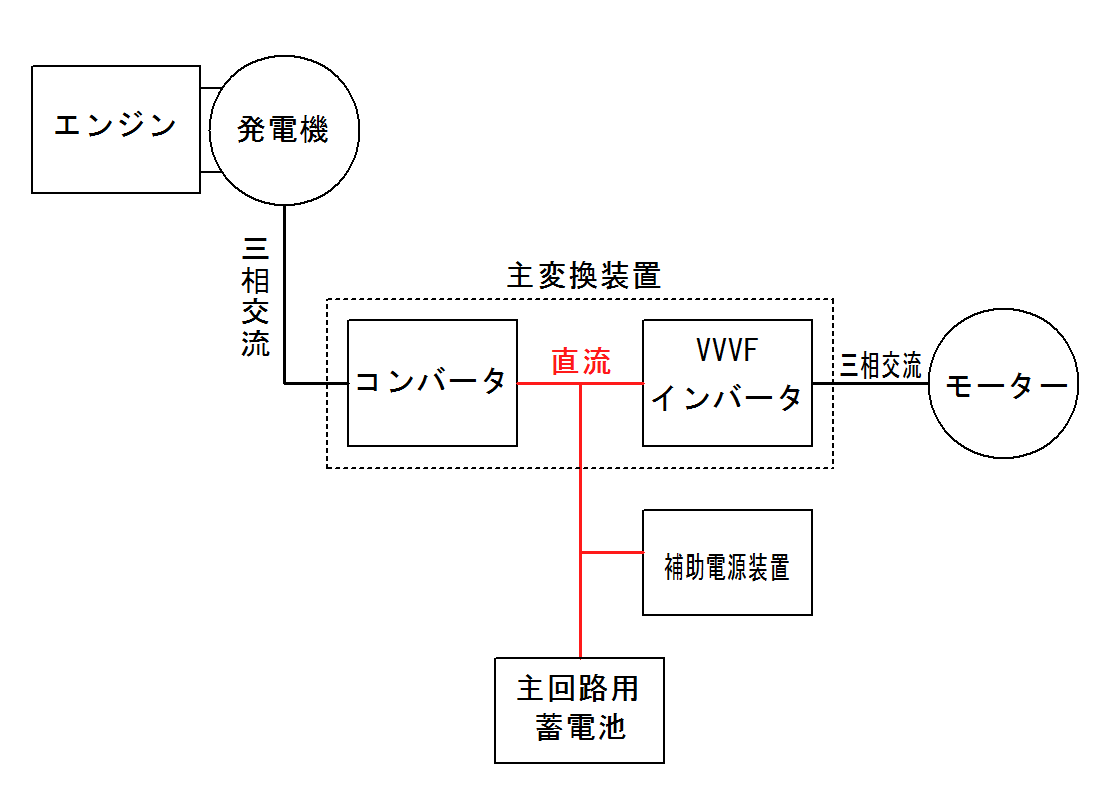
主回路の見取り図

HB-E300系が採用しているハイブリッドシステムは、エンジンの動力を直接駆動力には使用せず、発電機を回転させる電力用として使用され、発電機からの電力と搭載された蓄電池の電力と組合わせてモーターを駆動する｢シリーズハイブリッド」方式と呼ばれるシステムであり、電車の技術が最大限に使用できるのが特徴である。システムを構成する機器類は、エンジンとそれに直結した発電機を持つエンジン発電機、主回路用蓄電池、主変換装置、輪軸駆動用のモーターで構成されており、力行時には、主回路用蓄電池からの電力または主回路用蓄電池とエンジン発電機からの両方の電力を使用して、主変換装置に内蔵されたVVVFインバータ装置により、VVVFインバータ制御でモーター（誘導電動機）を駆動させる。制動時には、回生ブレーキによりモーターから発生した電力を、VVVFインバータ装置を介して主回路用蓄電池に充電する。また、エンジン発電機の起動または停止は、主回路用蓄電池の充電状態により、自動的に行われている。また、キハE200形と同様の｢エネルギー管理制御システム｣を搭載しており、各装置からの情報を集約して、最適な動作の指示を各装置に行うことで、エンジン発電機と最適な蓄電池の充放電の制御を行なっている。
エンジン発電機には、エンジンにDMF15HZB-G形直噴式直列6気筒横形ディーゼルエンジン（定格出力331kW(450PS)・定格回転数2100rpm）、発電機にDM113形かご形三相誘導発電機（出力270kW）を使用している。エンジンには、気筒内への燃料噴射方式を電子制御としたコモンレール式を採用して、排気ガスの有害物質を低減させている。主回路用蓄電池には、出力密度が高く、軽量高出力の日立製作所製MB1形リチウムイオン電池が使用されており、1両あたりの容量は15.2kWhである。また、蓄電池に不具合が発生した場合を考慮して、2群構成として冗長性を持たせている。主制御装置はCI 20形主変換装置を搭載しており、補機類とサービス用の電源装置である静止形インバータ（SIV）と一体構成となっている。2両単位での給電を行うため、補助電源装置の容量をキハE200の50 kVAから70 kVAに容量を上げている。
主電動機はキハE200形と同一のMT78形かご形三相誘導電動機（定格出力95 kW）を1両につき2個、動力台車に装備している。
車両の床下には、主変換装置、エンジン発電機、エンジンラジエーター、制御用蓄電池箱、ブレーキ制御装置を搭載しており、エンジン冷却性能向上のためエンジンラジエーターの大形化や静止形インバータの容量増加による主変換装置の大形化が図られている。そのため、車両の屋上には、集中式冷房装置を挟んで、前位に主回路用蓄電池を2個、後位に元空気だめの一部が搭載されている（HB-E302形では前後逆）。また運用線区に海岸部が多く含まれることから、塩害対策としてラジエーター・主回路用蓄電池の冷却風を海側から取り込まないように配慮されており、床下・屋上機器の配置は形式によらず編成内の機器の向きをそろえている。また、各車には補助電源で作動するMH3125-C600N形電動空気圧縮機（CP）を搭載している。
加速度は、従来車との併結に備えてキハ40系相当の1.5 km/h/sと、キハ110系とキハE200形相当の2.3 km/h/sを切替えることが可能である。なお、同じハイブリッドシステムを持つキハE200形とは併結運転ができる機能を有しており、実際に長野地区向け編成の試運転時に併結試験を行っている。
ハイブリッドシステムとコモンレール式のエンジンの採用により、キハ40系と比べて、燃料消費率10%削減、排気中の窒素酸化物（NOx）の約60%削減、駅停車中および発車中の騒音を20dB-30dB削減できるようになった。
車両が停車→発車→加速→惰行→制動→停車するまでの車両の状態は以下の通りになる。
- 停車中・惰行中

エンジン発電機はアイドリングストップを行い、車両の補機類とサービス用の電源は主回路用蓄電池からの電力が補助電源装置に送られて、そこからの電力が送られる。
- 発車時

最初は主回路用蓄電池からの電力のみでモーターを駆動させ、約25km/h程度からエンジン発電機を起動させて、主回路用蓄電池とエンジンからの電力を併用しながらモーターを駆動させる。
- 加速時

主回路用蓄電池とエンジンからの電力を併用しながらモーターを駆動させる。惰行中からの場合は、エンジン発電機を起動させる。また、走行負荷の状態に応じて主回路用蓄電池の充放電を行う。
- 制動時

エンジン発電機を停止させ、回生ブレーキによりモーターから発生した電力を主回路用蓄電池に充電する。

### 台車
台車は、軸梁式軸箱支持装置を備えたボルスタレス台車であり、キハE200形で使用されているものの改良型である。1両あたり電動台車と付随台車を1台ずつ装備しており、HB-E301形・HB-E300形では前位に動力台車のDT75A形・後位に付随台車のTR260A形を装備している（HB-E302形では前後逆）。基礎ブレーキには、両者とも踏面片押し式のユニットブレーキとしている。

## 形式
以下の3形式5区分からなる。各車両の床下には主変換装置（制御装置 + 補助電源装置）、駆動機関（エンジン）+ 交流発電機、制御用蓄電池、空気圧縮機等を搭載する。
- HB-E301形
  - 奇数向きの先頭車
  - 運転室、展望席、客室には車椅子対応席のほか、デッキに車椅子対応トイレを備える[23]。
  - 定員 34名（1 - 5）、30名（6）
  - 自重 41.3 t（1・3・4）、41.5 t（2）、39.4 t（5）、39.8 t（6）、改造車 39.7 t

- HB-E302形
  - 偶数向きの先頭車 0番台・700番台の2区分
  - 運転室、展望席を備える。
  - 定員 44名（1 - 5）、24名（6）
  - 自重 40.3 t（1・3・4）、40.5 t（2）、38.3 t（5）、40.9 t（6）、39.5t（700番台）

- HB-E300形
  - 中間車
    - 0番台
      - デッキに車椅子対応トイレを備える[23]。1は客席に加えてイベントスペースを備える。5はフードコーナーを備える。6は客室はなく、サービスカウンターとイベントスペースを備える。
      - 定員 40名（1）、28名（5）、0名（6）
      - 自重 40.0 t（1）、38.3 t（5）、39.5 t（6）

    - 100番台
      - 半個室と車販準備室（101・105）または業務用室（106）を備える。
      - 定員 36名（101・105）、32名（106）
      - 自重 41.5 ｔ（101）、38.9 t（105）、41.0 t（106）

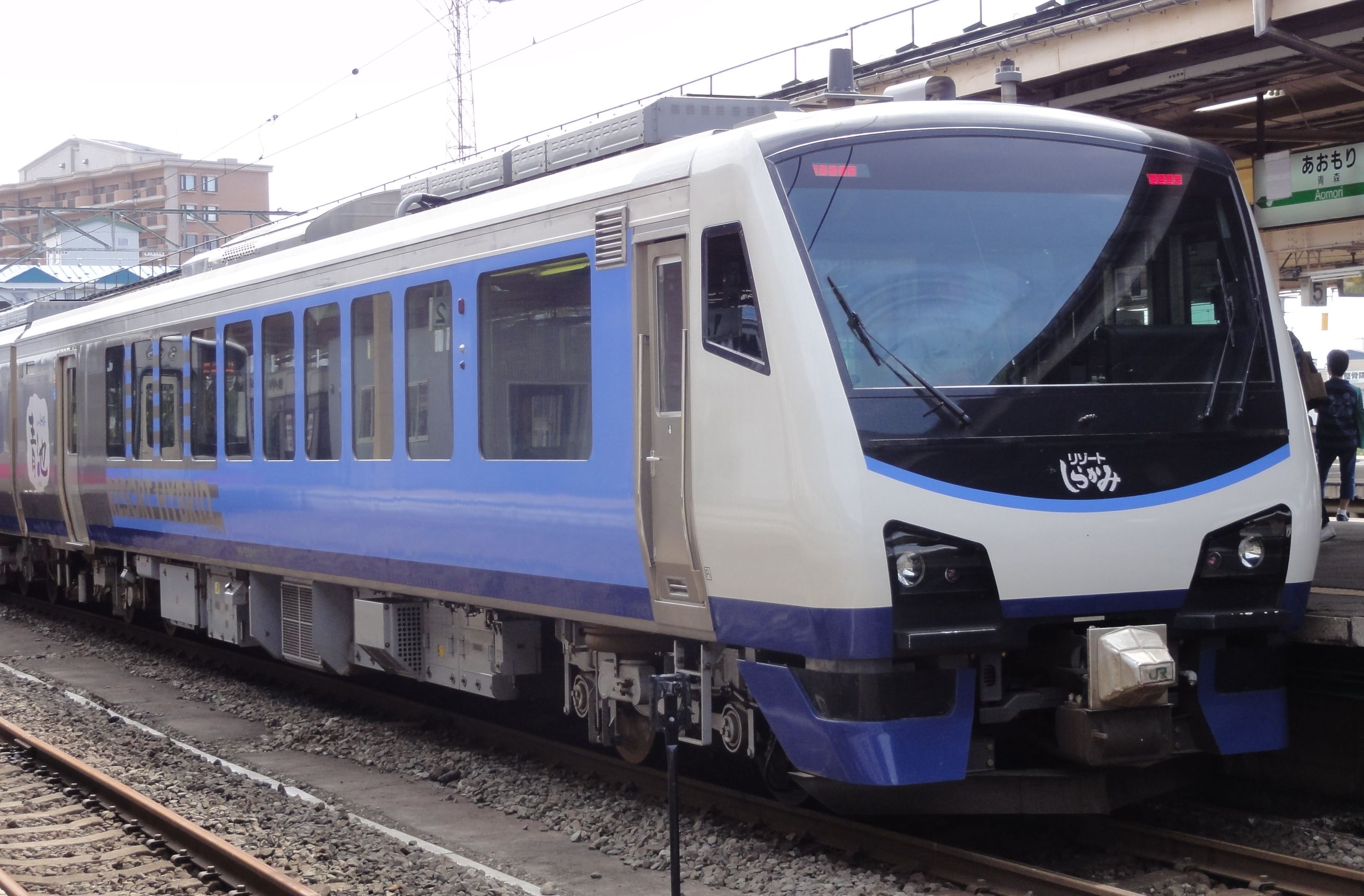
HB-E301形0番台
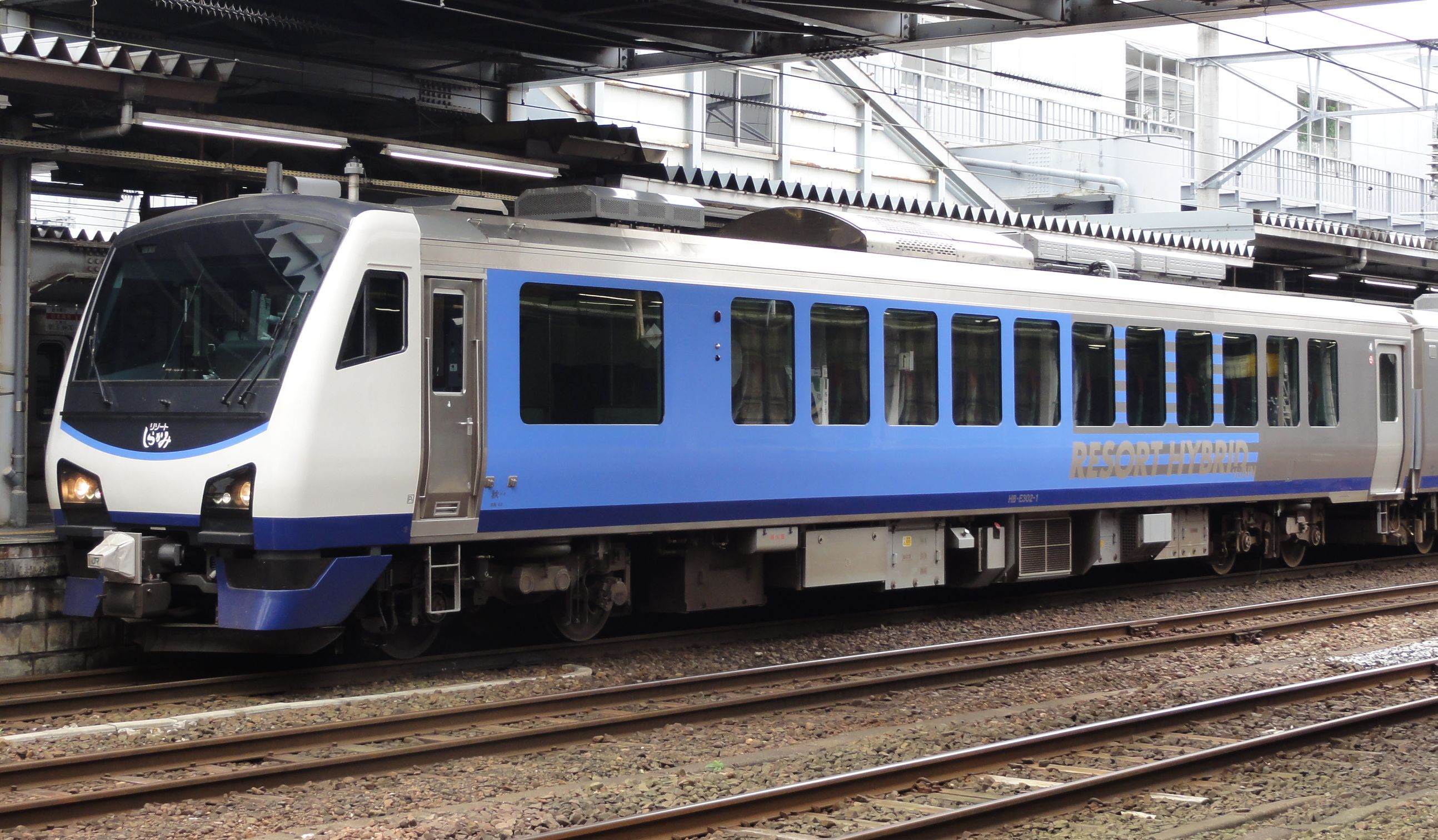
HB-E302形0番台
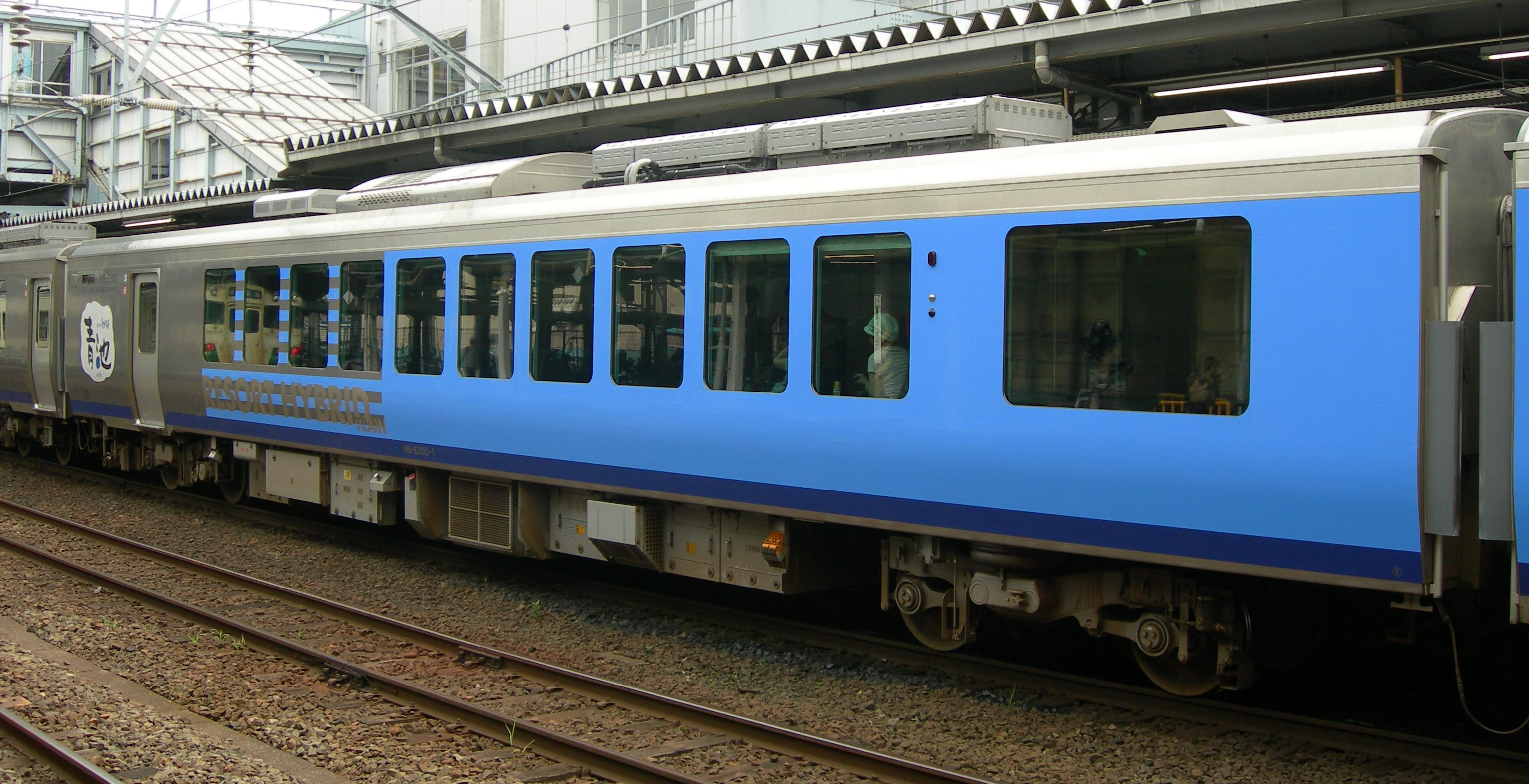
HB-E300形0番台
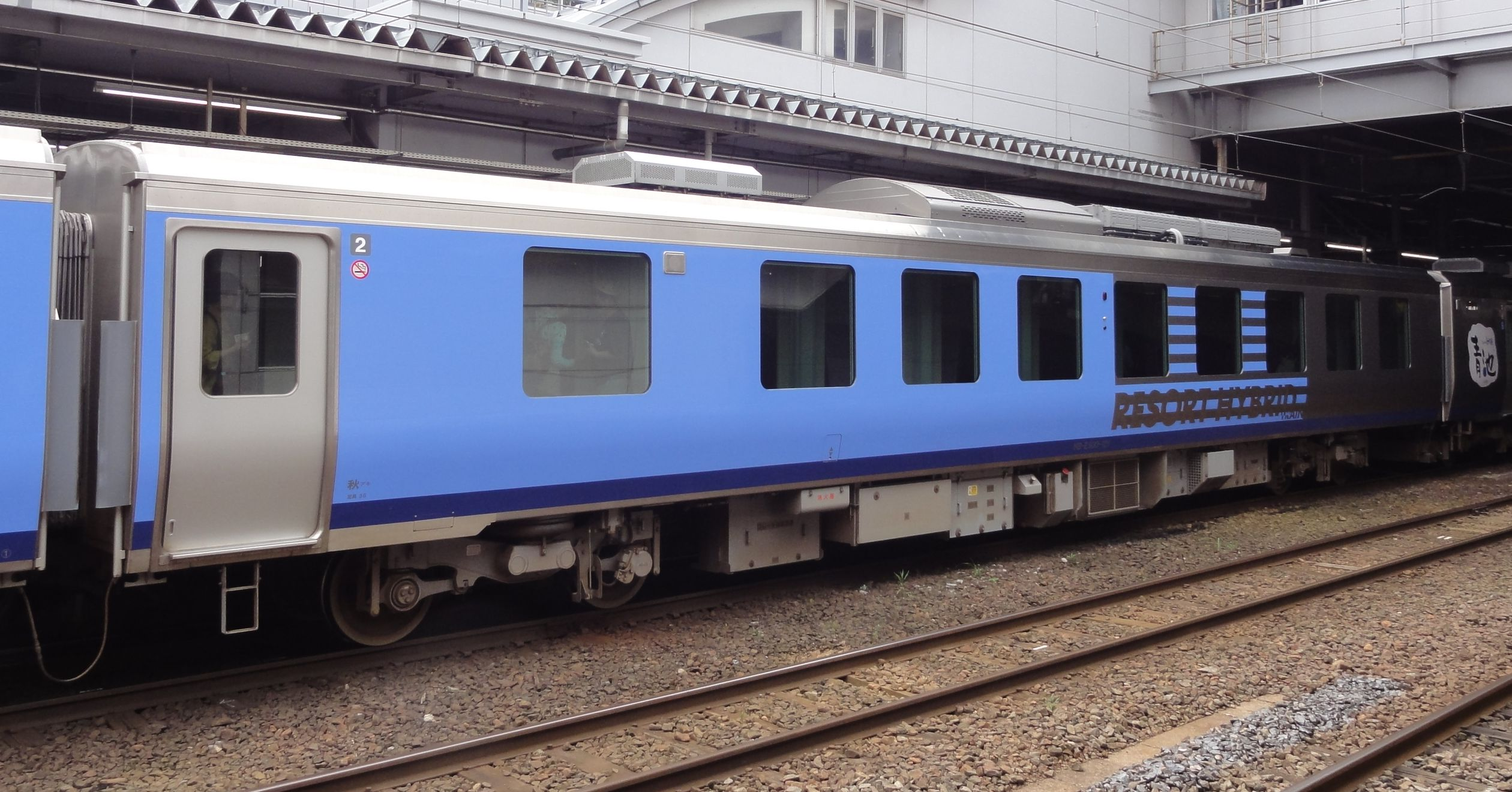
HB-E300形100番台

## 編成表
HB-E301形とHB-E302形の2両編成、または先頭車両形式にHB-E300形0番台・100番台を1両ずつ挟んだ4両編成となっている。
編成表中の「©︎」はイベント用カメラ搭載車を示す。
2両編成
| 形式                    | ← 松本長野・南小谷 → ← 花巻盛岡・釜石 → ← 郡山・喜多方会津若松 → | ← 松本長野・南小谷 → ← 花巻盛岡・釜石 → ← 郡山・喜多方会津若松 → | 製造所         | 新製配置日    | 改造日         | 配置                                                     |
| 形式                    | HB-E302形                                                        | HB-E301形                                                        | 製造所         | 新製配置日    | 改造日         | 配置                                                     |
| 搭載機器                | SIV・CP                                                          | SIV・CP                                                          |                |               |                |                                                          |
| ふるさと                | 2                                                                | 2©︎                                                               | 東急車輛製造   | 2010年6月9日  |                | 長野総合車両センター                                     |
| AH1編成 あすなろ→ひなび | 703                                                              | 3©︎                                                               | 新潟トランシス | 2010年9月17日 | 2023年9月27日  | 青森車両センター→八戸運輸区→盛岡車両センター             |
| AH2編成 あすなろ→SATONO | 704                                                              | 4©︎                                                               | 新潟トランシス | 2010年9月17日 | 2023年12月26日 | 青森車両センター→八戸運輸区→仙台車両センター小牛田派出所 |

4両編成
| 形式     | ← 秋田・青森東能代・弘前 → ← 高田・新潟酒田 → | ← 秋田・青森東能代・弘前 → ← 高田・新潟酒田 → | ← 秋田・青森東能代・弘前 → ← 高田・新潟酒田 → | ← 秋田・青森東能代・弘前 → ← 高田・新潟酒田 → | 製造所                               | 新製配置日    | 配置                               |
| 形式     | HB-E302形                                     | HB-E300形                                     | HB-E300形                                     | HB-E301形                                     | 製造所                               | 新製配置日    | 配置                               |
| 搭載機器 | SIV・CP                                       | SIV・CP                                       | SIV・CP                                       | SIV・CP                                       |                                      |               |                                    |
| 青池     | 1                                             | 1©︎                                            | 101                                           | 1                                             | 東急車輛製造                         | 2010年9月21日 | 秋田総合車両センター南秋田センター |
| 橅       | 5                                             | 5©︎                                            | 105                                           | 5                                             | 総合車両製作所・秋田総合車両センター | 2016年7月3日  | 秋田総合車両センター南秋田センター |
| 海里     | 6                                             | 6                                             | 106                                           | 6©︎                                            | 新潟トランシス                       | 2019年8月9日  | 新潟車両センター                   |

## 改造

### ひなび・SATONOへの改造
車体装飾の変更に加え、HB-E302-3・4がグリーン車化改造、車両番号も＋700で改番された。座席配置に関しては双方とも同一の構造である。号車は改造時に反転。
下記に「あすなろ」からの内装の変更点を記述する。
HB-E302-3・4→HB-E302-703・704
- 座席をボックスシートへ取り替え、テーブルを設置。
- 車内通路を座席の床高に合わせて嵩上げ。
- 一部側窓を閉塞し荷物置き場を増設。
- 床面と一部化粧板を張り替え。

HB-E301-3・4
- シートモケットを張り替え。
- 展望スペースの腰掛けを撤去、床面を張り替え。

## 運用
電気連結器を装備しているため、重連運行や他形式との連結も可能で、2015年11月29日には小海線全線開通80周年記念号として「ふるさと」がキハE200形と併結した状態で営業運転を行った。また「あすなろ」は重連運行も行っていた。

### 長野地区
2010年の「信州デスティネーションキャンペーン『未知を歩こう。信州』」に合わせ、「ふるさと」が運行を開始した。同年10月2日から信越本線・篠ノ井線・大糸線の長野駅 - 松本駅 - 南小谷駅間で運転された快速「リゾートビューふるさと」を皮切りに、2010年11月には「十日町そば祭り号」として信越本線・飯山線の長野駅 - 十日町駅間にも入線した。快速「リゾートビューふるさと」はデスティネーションキャンペーン期間中はほぼ毎日運行されていたが、終了後の2011年1月からは8月を除き土休日を中心の運行とされている。その他の臨時運用では、夏季に長野駅 - 姨捨駅間で運行される「ナイトビュー姨捨」がある。

### 秋田・青森地区
2010年12月4日の東北新幹線新青森駅延伸開業に伴うダイヤ改正にともなって、「青池」と「あすなろ」がそれぞれ奥羽本線・五能線と津軽線・大湊線・青い森鉄道線で運行を開始した。「あすなろ」は2014年2月には山田線宮古駅まで「さんりく宮古号」として初入線を果たし、2017年12月9日にも同線へ団体旅行専用の臨時快速「おいしい山田線号」として運行、2018年9月15日からは引退した「kenji」の後任として臨時快速「さんりくトレイン宮古」でも運行を開始した。2016年の「青森県・函館デスティネーションキャンペーン」では、「橅」が7月16日より営業運転を開始したほか、「あすなろ」も「蕪島応援号」として運行され、八戸線鮫駅まで入線している。なお、「リゾートしらかみ」に導入された車両は青池・橅編成共にキハ40系改造の同名編成の置き換え用である。
「あすなろ」は「ひなび」および「SATONO」への改造のため、2023年8月20日に運行された新青森駅発八戸駅行き（青い森鉄道線経由）の団体列車の運用をもって運行を終了した。ただし「ひなび」への改造後も「ひなび下北」として大湊線・青い森鉄道線での運用を継続することが発表されている。

### 新潟地区
2019年の「新潟県・庄内ディスティネーションキャンペーン」に合わせて登場し、同年10月5日より「海里」という愛称で新潟駅 - 酒田駅間で運行を開始した。これに伴い同区間を運行する「きらきらうえつ」は2019年9月29日をもって通常運行を終了した。また、毎年4月には高田城址公園の桜シーズンに合わせ、「桜海里」として新潟駅 - 高田駅間で運転される。

### 盛岡地区
「あすなろ」として運行していたAH1編成を改造した「ひなび」が2023年12月30日に盛岡駅 - 釜石駅間の「ひなび釜石」として運行を開始した。2024年4月20日には盛岡駅 - 宮古駅間で「ひなび宮古」の運行を開始した。

### 福島・山形地区
「あすなろ」として運行していたAH2編成を改造した「SATONO（さとの）」が2024年4月6日から磐越西線郡山駅 - 喜多方駅間の「あいづSATONO」として運行を開始した。同年6月15日からは左沢線山形駅 - 左沢駅間の「さくらんぼSATONO」で運行され、 同年12月7日からは東北本線・石巻線・仙石線(仙石東北ライン)仙台駅 -女川駅間の「だてSATONO」で運行される。

### その他
2020年4月には「橅」を使用したツアー列車が八高線で運行される予定だったが、催行中止となった。
2024年12月には、リゾートビューふるさと編成を使用した「リゾートビュー奥久慈号」が水郡線で運転された。